# (73719) 1993 FT
1993 أف تي (ويعرف أيضًا باسم (73719) 1993 أف تي وفق تسمية الكوكب الصغير) (بالإنجليزية: 1993 FT)‏ هو كويكب ضمن حزام الكويكبات؛ وترتيبه 73719 من حيث الاكتشاف.
اكتُشف هذا الجُرم الفلكي بواسطة Antonio Vagnozzi ‏ في 22 مارس 1993.

## وصلات خارجية
- (73719) 1993 FT في قاعدة بيانات مختبر الدفع النفاث لأجرام النظام الشمسي الصغيرة

- الاكتشاف · مخطط المدار ·  العناصر المدارية · المعلمات المادية

- (73719) 1993 FT على موقع ويكي سكاي: DSS2, SDSS, GALEX, IRAS, Hydrogen α, X-Ray, Astrophoto, Sky Map, Articles and images